# Companhia de Desenvolvimento de Terras de Israel
Sede da ILDC em Tel Aviv
A Companhia de Desenvolvimento de Terras de Israel (em hebraico: הכשרת הישוב; romaniz.: Hakhsharat HaYishuv) é um dos maiores conglomerados de Israel, com áreas que incluem o setor imobiliário, construção, energia e hotéis.Foi adquirida em 1987 por Yaakov Nimrodi. Suas ações são negociadas na Bolsa de Valores de Tel Aviv sob o código ILDC, que é também a abreviação de seu nome em inglês.

## História
A ILDC foi fundada em 1909 pela Federação Sionista como Companhia de Desenvolvimento de Terras da Palestina. Era um programa do movimento pragmático no início do sionismo, particularmente na década anterior à Primeira Guerra Mundial. A ILDC focou em comprar terras, treinar judeus em atividades agrícolas e em estabelecer assentamentos agrícolas judaicos na Palestina. No início da Primeira Guerra Mundial, a empresa havia comprado cerca de 50.000 dunams (cerca de 4.600 hectares) de terra. Estava tentando comprar quase três vezes essa área no Vale de Jezreel, porém a eclosão do conflito impediu que a compra fosse finalizada.
Em 1953, tornou-se uma empresa pública israelense.
Yaakov Nimrodi assumiu o controle da empresa em 1988 com um investimento de US$ 26 milhões. Em 2006, Nimrodi assinou um acordo para comprar mais 20% de participação de minoritários o que fez a empresa atingir o valor de mercado de US$ 172 milhões. 

## Propriedades da ILDC
- Hotéis Rimonim[2]